# Jefferson City (Montana)
Pour les articles homonymes, voir Jefferson City.
Jefferson City est une localité américaine située dans le comté de Jefferson au Montana.
Selon le recensement de 2010, la census-designated place de Jefferson City compte 472 habitants sur une superficie de 23,22 milles carrés (60,14 km2).
La localité est à l'origine un arrêt sur la ligne entre Fort Benton et Virginia City. Elle adopte son nom actuel en 1865 lors de la création du comté de Jefferson. Elle se développe grâce à ses mines riches en argent et en or.